# Villa Bustos
Villa Bustos är en ort i Argentina.   Den ligger i provinsen La Rioja, i den nordvästra delen av landet, 1 000 km nordväst om huvudstaden Buenos Aires. Villa Bustos ligger 1 150 meter över havet och antalet invånare är 2 165.
Terrängen runt Villa Bustos är kuperad åt nordväst, men åt sydost är den bergig. Villa Bustos ligger nere i en dal. Runt Villa Bustos är det glesbefolkat, med 11 invånare per kvadratkilometer.. 
Omgivningarna runt Villa Bustos är i huvudsak ett öppet busklandskap.